# Gerald Mortag
Gerald Mortag (Gera, 8 novembre 1958 – 30 gennaio 2023) è stato un pistard tedesco.
Vinse l'argento alle Olimpiadi del 1980 e tre ori in altrettanti campionati mondiali.

## Palmarès

### Olimpiadi
- 1 medaglia[2]:
  - 1 argento (Mosca 1980 nell'inseguimento a squadre)

### Mondiali
- 3 medaglie[2]:
  - 3 ori (San Cristóbal 1977 nell'inseguimento a squadre; Monaco di Baviera 1978 nell'inseguimento a squadre; Amsterdam 1979 nell'inseguimento a squadre)

### Giochi dell'Amicizia
- 1 medaglia:
  - 1 oro (Schleiz 1984 nell'inseguimento a squadre)